# Travelling Without Moving
Travelling Without Moving — третий и наиболее коммерчески успешный студийный альбом британской группы Jamiroquai, вышедший в 1996 году. Благодаря международному успеху синглов «Virtual Insanity» (за который группа получила «Грэмми»), «Cosmic Girl» и «Alright», группа заработала мировую известность, а альбом был продан тиражом более 11 миллионов копий. В чарте альбомов Великобритании Travelling Without Moving дебютировал на 2 месте.

## Об альбоме
Travelling Without Moving отличается от предыдущих альбомов более коммерческим и плотным звучанием с появлением элементов диско («Cosmic Girl»), которое в дальнейшем станет одним из основных составляющих музыки Jamiroquai, и увеличением количества любовной лирики. Название альбома («Путешествуя, не двигаясь с места») — цитата из фильма Дэвида Линча «Дюна».

## Список композиций
1. «Virtual Insanity» (Кей/Смит) — 5:41
2. «Cosmic Girl» (Кей/Маккензи) — 4:03
3. «Use The Force» (Кей/Смит/Маккензи/Акингбола) — 4:00
4. «Everyday» (Кей/Смит/Зендер) — 4:28
5. «Alright» (Кей/Смит) — 4:25
6. «High Times» (Кей/Смит/Зендер/Маккензи) — 5:58
7. «Drifting Along» (Кей/Смит/Зендер) — 4:06
8. «Didjerama» (Кей/Бьюкенен/Маккензи) — 3:50
9. «Didjital Vibrations» (Кей/Бьюкенен/Зендер) — 5:49
10. «Travelling Without Moving» (Кей) — 3:40
11. «You Are My Love» (Кей) — 3:55
12. «Spend A Lifetime» (Кей/Смит/Зендер) — 4:14
13. «Do U Know Where You’re Coming From?» (бонус-трек) — 5:02
14. «Funktion» (скрытый трек) — 8:27

Некоторые релизы альбома не содержат бонус-трек и/или скрытый трек.

## Синглы
| Название                                             | Дата выпуска    | Высшая позиция |
| ---------------------------------------------------- | --------------- | -------------- |
| «Virtual Insanity»                                   | 19 августа 1996 | 3              |
| «Cosmic Girl»                                        | 25 ноября 1996  | 6              |
| «Alright»                                            | 28 апреля 1997  | 6              |
| «High Times»                                         | 1 декабря 1997  | 20             |
| «Travelling Without Moving» (европейский промосингл) | 1997            | —              |
| «Everyday» (американский промосингл)                 | 1998            | —              |

## Музыканты, принявшие участие в записи
- Джей Кей (англ. Jay Kay): вокал
- Тоби Смит (англ. Toby Smith): клавишные
- Стюарт Зендер (англ. Stuart Zender): бас-гитара
- Саймон Кац (англ. Simon Katz): гитара
- Деррик Маккензи (англ. Derrick McKenzie): барабаны
- Шола Акингбола (англ. Sola Akingbola): перкуссия
- Эдриан Ревелл (англ. Adrian Revell): саксофон, флейта
- Мартин Шоу (англ. Martin Shaw): труба
- Уинстон Роллинс (англ. Winston Rollins): тромбон
- Уоллис Бьюкенен (англ. Wallis Buchanan): диджериду
- Диджей Дизайр (англ. DJ D-Zire): диджей
- Кати Кисун (англ. Katie Kissoon): бэк-вокал
- Беверли Скит (англ. Beverley Skeet): бэк-вокал
- Макс Бисли (англ. Max Beesley): вибрафон